# Rete filoviaria di Roma (1937-1972)
La rete filoviaria di Roma era una rete di linee filoviarie che dal 1937 al 1972 servì la città di Roma.
Fu per estensione la maggiore rete filoviaria d'Italia e una delle maggiori d'Europa.

## Storia

### Gli inizi (1937-1940)

Un filobus in servizio sulla linea 137 davanti al Foro Mussolini

Negli anni trenta del XX secolo molte città europee, seguendo l'esempio di Parigi, decisero di sostituire le reti tranviarie con autobus a benzina. A Roma questa rivoluzione iniziò il 1º gennaio 1930, con la soppressione delle linee tranviarie entro il perimetro delle mura aureliane e la loro sostituzione con linee di autobus; i tram furono invece impiegati per i collegamenti dalla periferia allo stesso perimetro della zona centrale.
Il cambiamento portò diverse critiche perciò, anche con la paura per le paventate sanzioni all'Italia a causa della guerra d'Etiopia, l'industria del trasporto pubblico decise di muoversi verso fonti di energia scollegate dal petrolio. Fu così che si guardò al filobus, un ibrido tra tram e autobus, già utilizzato dai primi del Novecento in diverse località europee e nordamericane.
Nel 1936 iniziarono i lavori di realizzazione, sotto la direzione dell'architetto Massimo Parboni Arquati, delle prime due linee filoviarie, basate su preesistenti linee autobus: la linea 137, che avrebbe collegato via Maria Luisa di Savoia a piazzale di ponte Milvio, e la linea 138, che avrebbe collegato via Maria Luisa di Savoia a viale Pinturicchio. La linea aerea di contatto fu fornita dalla Compagnia Generale di Elettricità (CGE) mentre per il materiale rotabile si acquistarono veicoli prodotti da Breda, Stanga, FIAT e Alfa Romeo con equipaggiamento elettrico prodotto da Breda, TIBB, CGE e Marelli. Le due linee furono inaugurate rispettivamente il 7 e l'8 gennaio 1937 e furono assegnate all'ATAG.
Durante i lavori di realizzazione già si pensava all'espansione della rete, infatti pochi mesi dopo l'inaugurazione delle prime due linee, anche la linea 106 fu sostituita da filobus, mentre il 1º settembre 1938 fu istituita la linea 136, tra piazzale Flaminio e piazzale Clodio, che divenne la prima linea filoviaria istituita come tale e non in sostituzione di una linea autobus. Nel corso della seconda guerra mondiale la rete si espanse fino al raggiungimento delle circa 20 linee.

### Il declino (1957-1969)
Nel 1957 le linee 52 e 56 furono sostituite da autobus, rispettivamente il 15 maggio e 5 novembre. Nonostante i tagli effettuati in questo periodo, la rete raggiunse la sua massima estensione proprio nel 1957 con un totale di 137 km di linee e un parco mezzi di circa 419 veicoli. Inoltre il filobus iniziò a mostrarsi come un efficiente mezzo per le linee periferiche; furono infatti istituite le linee 47, 47 rosso e 36/ e furono prolungate le esistenti.
Nel corso degli anni sessanta tuttavia la rete filoviaria fu giudicata, al pari di quella tranviaria, obsoleta e onerosa, pertanto si procedette alla progressiva sostituzione delle linee filoviarie con linee autobus, fino alla soppressione delle ultime due linee, 47 e 47 rosso, il 2 luglio 1972.

## Impianti e rimesse
- Deposito Lega Lombarda
- Deposito Trionfale
- Rimessa Eritrea